# Metropolitan Stadium
Das Metropolitan Stadium war ein Mehrzweckstadion in Bloomington, Minnesota. Das Stadion wurde 1955 erbaut und diente bis 1985 den diversen Sportmannschaften in Minneapolis. Am 28. Januar 1985 folgte der Abriss zugunsten des neuen Hubert H. Humphrey Metrodome. Auf dem Areal steht seit 1992 die Mall of America.

## Geschichte

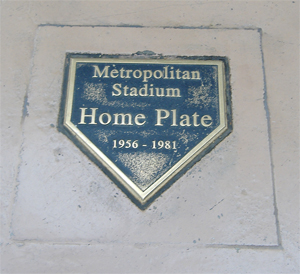
Erinnerungsplatte in der Mall of America

Das Stadion wurde 1956 eröffnet und diente anfangs als neues Heimstadion für das Baseballteam Minneapolis Millers. Es fasste damals noch 18.000 Zuschauer, wurde kurze Zeit später jedoch bereits auf 22.000 Zuseher ausgebaut. 1961 bezogen die Minnesota Twins und die Minnesota Vikings das Stadion, nachdem sich die Millers aufgelöst hatten. Zusammen wurde die Kapazität auf rund 30.000 Plätze erhöht.
Das Stadion wurde laufend vergrößert und auf seine schlussendliche Kapazität erhöht. Zwischendurch bezogen auch die Minnesota Kicks für fünf Jahre das Metropolitan. 1985 wurde es schließlich, nachdem beide Teams bereits vier Jahre zuvor in das in Minneapolis erbaute Metrodome umgezogen waren, abgerissen. Auf dem Areal des Stadions wurde die Mall of America erbaut. Eine Erinnerungsplatte weist heute noch auf das damalige Stadion hin.